# Karen Movsziszian
Karen Movsziszian, nascut el 6 de gener de 1963, és un jugador d'escacs armeni que té el títol de Gran Mestre Internacional des de 1994. Juga amb el Club Escacs Sant Andreu.
A la llista d'Elo de la FIDE del desembre de 2021, hi tenia un Elo de 2457 punts, cosa que en feia el jugador número 22 (en actiu) d'Armènia. El seu màxim Elo va ser de 2570 punts, a la llista de juliol de 2009 (posició 319 al rànquing mundial).

## Resultats destacats en competició
El 1981 va guanyar el campionat d'Armènia.
El 2007 fou tercer a l'Obert Internacional d'Escacs de La Pobla de Lillet (el campió fou Artur Kogan), i l'any següent, el 2008, fou segon al mateix torneig, rere el campió Azer Mirzoev. El juny de 2011 fou campió del Memorial Josep Lorente. L'agost de 2011 fou segon XXI Obert de La Pobla de Lillet (el campió fou Fernando Peralta).
El 2012 a la XXIXa edició de l'Obert Internacional d'escacs actius Ciutat de Manresa hi fou quart (el campió fou José Carlos Ibarra).
També el 2012 fou tercer a l'obert de la Pobla de Lillet (el campió fou Josep Oms), el 2013 hi fou segon. El 2014 fou campió del XXIV Obert de La Pobla de Lillet, amb 7½ punts de 9, amb els mateixos punts que l'MI Joan Mellado Triviño. El 2014 i el 2015 fou campió de l'Obert de Vallfogona de Balaguer d'escacs actius.
El juliol de 2016 fou 3r-6è (cinquè en el desempat) en el XXXVIè Obert Vila de Benasc amb 8 punts de 10 partides, els mateixos punts que Iuri Kuzúbov, Eduardo Iturrizaga i Deivy Vera Sigueñas (el campió fou Krishnan Sasikiran). També juliol de 2016, fou subcampió del 42è Obert Vila de Sitges amb 7½ punts de 9, els mateixos punts que Serguei Vólkov però amb pitjor desempat.
L'agost de 2016, de nou guanya l'Obert Pobla de Lillet destacat amb 7½ punts de 9. El setembre de 2016 fou tercer a l'Obert Ciutat de Sabadell amb 6½ de 9 partides (el campió fou Karèn H. Grigorian). El setembre de 2016 guanyà amb claredat l'Actius de l'Escola Escacs Osona amb 7½ punts, un punt més que el segon classificat Filemón Cruz. El 2017 assolí un gran èxit en coronar-se campió d'Europa sènior en la categoria de més de 50 anys, a Sabadell.